# メディケアシステムズ
株式会社メディケアシステムズとは、かつて存在した一般用医薬品や健康食品などを取り扱う販売会社である。

## 概要
当社はロート製薬と森下仁丹が2005年7月に両社の共同出資により設立された。本社はロート製薬本社内にある。
元々、ロート製薬と森下仁丹は2003年9月に資本・業務提携契約を結んでおり、両社が更なる発展につながる方策を検討してきた。そんな折、両社の製品・販売網・長年培われたノウハウを統合することで競合優位な地位を確保したい両社の思いが一致し、共同販売会社の設立にこぎつけた。
当社はロート製薬が発売する胃腸薬をはじめとする内服薬・健康食品・検査薬を、森下仁丹は主力商品の「仁丹」をはじめとするリテール事業部門の製品の販売を受託しており、ロート製薬の完全子会社であるエムジーファーマが製造する製品も当社が販売受託していた。
なお、2008年3月期からロート製薬の出資割合が90%となっている。（ロート製薬有価証券報告書より）
両社ともに共同販売会社の設立による一定の成果は得ていたが、昨今のセルフメディケーションの進行に伴ってOTC医薬品・医療用具・健康食品などの市場に変化が起き、それに対応する両社の製品や販売戦略に変容が求められるようになった。この為、所期の目標は達成したとして、2012年4月26日に同年6月30日をもって当社を発展的に解散することを発表した。
同年6月30日に当社は解散となり、同年7月以降、ロート製薬・森下仁丹各々が持つ自社の流通経路での販売に切り替えた。なお、エムジーファーマの製品についてはロート製薬の流通経路での販売となる。